# 水碓
水碓是利用水流力量來自動舂米的機具，以河水流過水車進而轉動輪軸，再撥動碓桿上下舂米。

## 衍生地名
演變成地名如臺灣新北市淡水區水碓里、新北市汐止區水碓街、新北市五股區水碓里、台中市南屯區鎮平里水碓巷、雲林縣古坑鄉水碓村、彰化縣大村鄉美港村水碓。